# كولويزي
كولويزي ومدينة في جنوب «جمهورية الكونغو الديمقراطية»، «ليكاسي للغرب» في مقاطعة كاتانغا.
يقع بالقرب من 1500 متر على هضبة مانيكا، كولويزي مركز لتعدين هامة للنحاس والكوبالت واليورانيوم والراديوم. والمدينة أيضا مركز للتعدين الحرفي والأعمال المصرفية. المنطقة تنتج الذرة، الكسافا، والفول السوداني، ولكن يمنع دولة الطرق لضمان إمدادات منتظمة للمدينة.
كما أنها محطة واحدة من أطول العالية الفلطية في العالم، وخطوط الكهرباء إنغا شابا.

## التاريخ
تم إنشاء المدينة عام 1937 لإيواء المقر الرئيسي للألغام في غرب الشركة البلجيكية كاتانغا هوت دو التعدين الاتحاد (أومهك). يتم وضع كولويزي في شكل أحياء متفرقة، مثل غيرها من مدن نوع المنفصل لمقاطعة هوت-كاتانغا وفي أفريقيا الجنوبية المستعمرة. مع المركز الأوروبي صنع القرار والسكنية المزمع المديرين التنفيذيين، إلى وسط المدينة العرفي جنوب شرق، للسكان المحليين وعدد من المدن للسكان العمل الوثيق للمحاجر والمصانع من أومهك. وكانت 4⁄5 تقريبا من أراضي البلدية ضمن امتيازات الشركة.
بعد أن حاولت كاتانغا تأخذ له من جمهورية «الكونغو ليوبولفيل» الاستقلال في عام 1960، بعد وصول هذه البلدان إلى الاستقلال، المتمردين، حاولت مرارا وتكرارا في تحرير أنفسهم من سلطة الكونغو الوسطى، تسمية الدولة في جمهورية زائير الوقت. في عام 1978، الأحداث المأساوية التي وقعت بلده التعدين في كولويزي نجمت عن تمرد أكثر، هذه المرة ضد النظام الدكتاتوري للمارشال موبوتو تثبيت آلاف الكيلومترات من كاتانغا، في الكونغو السفلي، في ليوبولدفيلي القديمة تسمية كينشاسا.
السبت 13 مايو 1978، دركيون المتمردين تدعمها «الكتلة الشرقية» المحتلة على المدينة، ثم مركز التعدين الرئيسي للمقاطعة. زائير طلب المساعدة من الولايات المتحدة الأمريكية، وفي فرنسا وفي المغرب وبلجيكا استعادة النظام. كتيبة الأجنبية الثانية للمظليين «الفيلق الأجنبي الفرنسي» كان المظلات في المدينة، في حين أنه سيصل إلى المظليين البلجيكيين. حفظ هذه العملية مئات الأوروبيين في بهم في منازلهم، ولكن لا تستطيع أن تمنع العديد من الضحايا، تحت قيادة العقيد ارلين. الجنود الخمسة قتلوا خلال التدخل، فضلا عن الفقرات اثنين belges1.
حوالي 700 من الأفارقة والأوروبيين 170 قتلوا أثناء هذه المحاولة في زعزعة الاستقرار.

## مجلس العموم
مدينة كولويزي ينقسم إلى اثنين من البلديات: بلدية ديريسا في الغرب وبلدية ماهي في الشرق. المدينة حاليا تحت إشراف السيدة شارلوت تشيمي جنجا، العمدة الحالي، العمدة السابق لبلده مانيكا. السيدة شارلوت تشيمي هي الابنة الكبرى من ديكينيا كامبا تشيمي أواخر (المستشار الإداري السابق لوزارة الثقافة والفنون).

## الأغنية
يقول المغني جان-باكس ميفريت تحرير المدينة من قبل الفيلق 700 من مندوب 2nd في كولويزي الأغنية. هذه الأغنية يشيد بشجاعة هذه القبعات الخضراء المظلات فوق المدينة. ليه وامباس أيضا تثير هذه الاستجابة في الأغنية Les وامباس دليل على أن الله موجود.